# グエン・タイン・チュン
グエン・タイン・チュン（ベトナム語:Nguyễn Thành Trung、漢字:阮誠忠、1947年10月9日 - ）はベトナムの元軍人で現在は民間のパイロット。ベトナム戦争を戦い抜き、戦後にはベトナム航空の役員を務めた。

## 生涯
1947年、チュンはベンチェ省のチャウタイン県に生まれる。父親は最終的に地元チャウタイン県の人民革命党の副書記長を務めた政治家だった。1954年にベトナムが南北に分かれるとお互いに思想犯に対する粛清が行われた。1963年に父親は南ベトナムの警察によって殺害、母親も逮捕され、残りの家族は脅迫され、家は焼かれた。その後、チュンは更なる報復を避けるために養子に入ってグエンの名字を名乗った。後年のチュンの述懐によると、父親を南ベトナムの警察に殺害されたことで南ベトナム政府への復讐を誓ったという。
1965年にサイゴン大学の科学部に入学すると、3学位を取得した一方でサイゴンにおけるベトコンの活動に参加していった。1968年にテト攻勢が起きた時は大学に在学していた。ベトコンの攻撃によってサイゴン市街が混乱したことを受けて南ベトナム政府は徴兵の必要条項を増やした。ベトナム共和国空軍（以下、南ベトナム空軍）は特に大学を卒業した学生の徴兵に力を入れていた。この必要条項は北ベトナムに左翼思想を持った学生をベトナム共産党に引き入れた上で空軍内部に反乱分子として浸透させることができるかもしれないという希望を駆り立てた。チュンは1969年に南ベトナム空軍に従事する前にベトナム共産党から勧誘を受けて正式に入党した。

### 南ベトナム空軍
空軍に入隊するとニャチャンで2年間教練を受けた後にアメリカのテキサス州で更に2年間の教練を受けた。チュンはアメリカで教練を受けた40人の南ベトナム空軍のパイロットの中で2番目に優秀な成績を修めた。アメリカに滞在している間も北ベトナムのスパイ・ハンドラーと連絡を取り続け、継続的にアメリカ軍機の技術や戦術に関して記録した情報を提供していた。
1975年までにチュンは南ベトナムに帰国すると新兵への教練を管理していた。少尉として対地爆撃を行う第540飛行隊を指揮した。1975年4月には北ベトナム軍とベトコンがサイゴンへの進撃をしていたように南ベトナム軍には劣勢が続いていた。しかし、4月初頭に南ベトナムが北ベトナムの諜報員を逮捕するとその諜報員は北ベトナムの諜報員がサイゴン周辺で活動している実態を自白した。チュンの正体が露見するのを恐れた北ベトナムのスパイ・ハンドラーはチュンに可能な限り航空機での亡命を命じた。
4月8日の朝にチュンと第540飛行隊はビエンホア空軍基地で北ベトナム軍の地上軍の迎撃に向けて4個の250kg爆弾を装備して出撃の準備をしていた。チュンの説明によると、彼は離陸の最中に飛行隊(南ベトナム空軍の軍規では離陸の間は無線を切ってハンドサインで連絡を取っていた)にアフターバーナーの故障に遭っていると交信する一方で基地の地上管制には自機が飛行隊の後方に位置すると交信したので飛行隊を大いに困惑させた。基地を離陸後、僚機がピントゥアンの攻撃に向かった中、チュンが操縦するF-5-Eは単機でサイゴンに向かうと独立宮殿に爆弾を投下した。爆弾は命中し、宮殿に軽微な被害をもたらした。

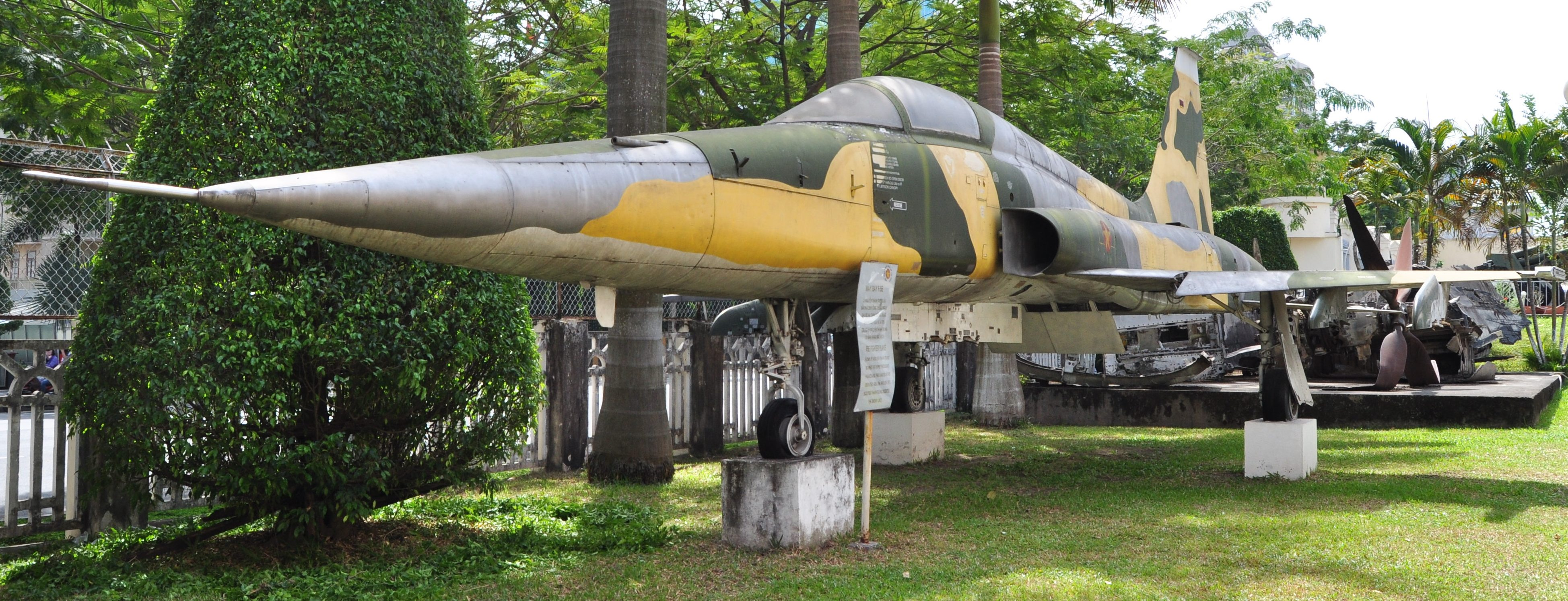
ホーチミンに展示されている操縦したF-5E

その後、チュン機は近隣のフオックロン燃料所に着陸すると20mm機関砲を撤去して、北ベトナム国境に向けて飛び立ち、機体は多少損傷を受けていたがフオックロン飛行場に着陸した。着陸するとチュンは北ベトナム軍に歓迎された。チュン機による独立宮殿への爆撃の被害は軽微だったが、その行動は北ベトナムで称賛され、西側メディアでも放送されたことで南ベトナム軍の士気に大きな影響を及ぼした。

### ベトナム人民空軍
亡命後、ダナン空軍基地に転属し、鹵獲された南ベトナム空軍機の評価を命じられた。4月の残りは北ベトナム空軍にA-37の操縦方法を教練した。4月の終わりまでには北ベトナム空軍のクエット・タン(Quyet Thang)飛行隊の隊長に任命された。4月28日にはクエット・タン飛行隊はタンソンニャット空軍基地の空爆に大きな成功を収め、チュンは副隊長と先導機を務めた。北ベトナムによる発表とは異なり、空爆による被害自体は軽微な被害だったが、空爆のあった同日の夜に北ベトナム軍による砲撃やロケット攻撃を受けたことで翌日の明け方には残存の南ベトナム空軍機の多くはタイに逃亡した。結果として28日の一連の攻撃はアメリカ軍が計画したサイゴンから固定翼機やヘリコプターで脱出するフリークエント・ウィンド作戦の遂行に支障をきたす大きな要因となった。ベトナム戦争を通じてチュンは大尉に昇級した。チャンは後に自身の行動が戦争の終結に貢献したことに満足していると述べている。
ベトナム戦争が終結した後も軍務に従事し、カンボジアとの戦争では輸送機や爆撃機を操縦した。

### 退役後
チュンは1990年までベトナム空軍に従事した後、ベトナム航空のパイロットに転職し、最終的には副社長を務めた。ベトナム航空ではアメリカ製の旅客機の購入を支持し、ボーイング777を操縦したベトナム人になった。2005年にはアメリカに外遊するチャン・ドゥック・ルオン国家主席が乗るボーイング777を操縦した。この外遊でチュンはベトナムとアメリカの航空産業がより緊密な関係を築けることを望んでいると述べた。
チュンの5人の子供の内、3人の娘はベトナム航空で働き、1人は教官になり、残りは機長になった。